# Rétság
Rétság é uma cidade da Hungria, situada no condado de Nógrád. Tem 19,81 km² de área e sua população em 2019 foi estimada em 2.705 habitantes.